# تاريخ علم الأحياء القديمة
تاريخ علم الأحياء القديمة هو تتبع تاريخ الجهود المبذولة لمعرفة تاريخ الحياة على الأرض عن طريق دراسة السجل الأحفوري للكائنات الحية. وبالرغم من أن علم الأحياء القديمة هو محاولة دراسة الكائنات الحية التي وجدت في الماضي، إلا أنه يُعتبر من مجالات علم الأحياء، ولكن تطوره تاريخيًا مرتبط أكثر بعلم الجيولوجيا ودراسة تاريخ الأرض نفسها.
كتب كزينوفانيس، وهيردوت، وإراستوثينس، وسترابو في الماضي عن حفريات الكائنات البحرية، مُشيرين إلى أن اليابس كان جزءًا من الماء يومًا ما. وخلال العصور الوسطى كانت الحفريات محل اهتمام علماء الطبيعة الفرس من أمثال ابن سينا الذي أوضح في كتابه «الشفاء» المكتوب سنة 1027 نظرية عن السوائل المتحجرة التي قدمها بالتفصيل ألبرت الساكسوني للعلم في القرن الرابع عشر. وقدم عالم الطبيعة الصيني شين كو أيضًا نظرية عن تغير المناخ بالاعتماد على سيقان نبات البامبو المتحجرة.
برزت دراسة الحفريات كجزء رئيسي من التغيرات التي طالت الفلسفة الطبيعية أثناء عصر العقلانية الفلسفية في العصر الحديث في أوروبا. أصبحت طبيعة الحفريات وعلاقتها بالحياة في الماضي مفهومة بشكل أفضل خلال القرنين السابع عشر والثامن عشر، ففي نهاية القرن الثامن عشر حسمت أعمال جورج كوفييه الجدال الطويل القائم حول حقيقة حدوث الانقراضات، ونتيجة ذلك ظهر بحث جديد لعلم الأحياء القديمة مرتبط بدراسة علم التشريح المُقارن كجانب علمي مُستقل. أدى ذلك التطور الملحوظ في علم الأحياء القديمة إلى تطور العلوم المرتبطة به مثل الجيولوجيا عامةَ وعلم دراسة طبقات الأرض بشكل أخص.
استخدم مصطلح «علم الأحياء القديمة» عام 1822 عن طريق محرر صحفي في إحدى المجلات العلمية الفرنسية، وأشار بذلك المصطلح إلى دراسة الكائنات الحية القديمة من خلال الحفريات. وفي منتصف النصف الأول من القرن التاسع عشر زاد نشاط البحث العلمي المقترن بعلم الأحياء القديمة والجيولوجيا وذلك عن طريق نمو المجتمع الجيولوجي العلمي، والمتاحف، وزيادة أعداد المتخصصين في علمي الجيولوجيا والحفريات. أدى كل ما سبق إلى زيادة معرفة تاريخ الحياة على الأرض في الماضي والتوصل لمقياس زمني جيولوجي بالاعتماد على الحفريات. ومع ازدياد المعرفة عن تاريخ الحياة، أصبح من المقبول على نطاق واسع وجود تطورات متتابعة للحياة على سطح الأرض. شجع ذلك على ظهور النظريات التطورية الأولى التي تفسر وجود طفرات في الأنواع. وبعدما نشر تشارلز دارون كتابه «أصل الأنواع» سنة 1859 تركزت الرؤية الخاصة بعلم الأحياء القديمة للجانب التطوري؛ لفهم مراحل تطور الكائنات الحية وخصوصًا الإنسان، بالإضافة لدعم النظريات التطورية.
خلال النصف الثاني من القرن التاسع عشر، شهد علم الأحياء القديمة نشاطًا علميًا غير مسبوق وبالأخص في أمريكا الشمالية، واستمر ذلك النشاط حتى أوائل القرن العشرين؛ حيث أُتيحت أماكن جديدة لجمع الحفريات ودراستها مثل الصين، وتبع ذلك العديد من الاكتشافات الهامة والمثيرة، كاكتشاف معظم الحفريات الانتقالية التي ساهمت في ربط معظم طوائف الفقاريات مع بعضها بشكل تطوري. وفي العقود الأخيرة من القرن العشرين، تجدد الاهتمام بالانقراضات الجماعية ودورها في تطور الحياة على سطح الأرض، بالإضافة لتجدد الاهتمام بالانفجار الكامبري الذي شهد تطورات على مستوى الهيكل الجسدي لمعظم كائنات مملكة الحيوان. ومع اكتشاف حفريات الحيوانات الإدياكارية وتطور علم أحياء الحفريات، ازدادت المعرفة حول تاريخ الحياة على سطح الأرض قبل الانفجار الكامبري.

## ما قبل القرن السابع عشر
مع بداية القرن السادس قبل الميلاد، تعرف الفيلسوف اليوناني كزينوفانيس على بعض الحفريات لقشريات بحرية، واستنتج من ذلك أن ماهو يابس الآن كان يومًا ما جزءًا من قاع البحر. واستنتج ليوناردو دافنشي أيضًا في بعض تدويناته الخاصة غير المنشورة، أن بعض الحفريات للقشريات البحرية ما هي إلا بقايا كاملة منها، بالرغم أنه في الحالتين السابقتين كانت البقايا مشابهة إلى حد ما للأنواع الموجودة وقتها، وبالتالي يسهل التعرف عليها وتصنيفها.
وفي عام 1027 شرح عالم الطبيعة الفارسي ابن سينا في كتابه «الشفاء» كيفية تحجر الحفريات، فطور فكرة أرسطو عن تحجر الحفريات وذلك من خلال بخار الزفير، إلى فكرة أخرى ولكن في شكل نظرية عن تحجر السوائل، والتي قدمها الفيلسوف الألماني ألبرت الساكسوني إلى العالم في القرن الرابع عشر، وقبلها معظم علماء الطبيعة في القرن السادس عشر.
استخدم عالم الطبيعة الصيني شين كو الذي ينتمي إلى سلالة سونج الحاكمة الحفريات المائية التي عثر عليها في جبال تاي-هانج لاستنباط وجود عمليات جيولوجية مثل تغير الشكل المظهري للأرض، بالإضافة لحركة الشواطئ مع مرور الزمن. وباستخدامه لسيقان نبات البامبو المتحجرة التي وجدها في باطن أرض مدينتي يانان وشمال مقاطعة شانكسي، افترض وجود تغيرات مناخية على فترات مستمرة؛ حيث أن مقاطعة شانكسي من المقاطعات الجافة التي لا تدعم وجود نبات البامبو ضمن أراضيها من الأساس.
نتيجة للملاحظة والتصنيف والجمع والترتيب للطبيعة، بدأ الفلاسفة الطبيعيون في القرن السادس عشر في أوروبا في إنشاء مجموعات من الحفريات النباتية والحيوانية، وحُفظت في أماكن مخصصة لها لتُفحص وتُدرس. نشر غونراد كيسنر حوالي 1565 ورقة بحثية عن الحفريات مع وصف تفصيلي لطريقة جمعها ومكان حفظها. وتعود كل مجموعة من الحفريات إلى شبكة واسعة من المراسلين والمتخصصين في مختلف الأنحاء، واستند كيسنر على تلك الشبكة في أعماله. وازدادت أهمية تلك الشبكة العلمية بين الفلاسفة الطبيعين وأقرانهم من جامعي الحفريات أثناء القرن السادس عشر، ورادت تلك الشبكات المجتمع العلمي الذي سيُؤسس فعليًا في القرن السابع عشر. فأماكن جمع وتخزين الحفريات وتلك الشبكات العلمية لعبت دورًا محوريًا في تطور الفلسفة الطبيعي.
بالرغم من أن معظم الأوروبيين في القرن السادس عشر لم يعلموا أن الحفريات ما هي إلا بقايا كائنات حية، إلا أن تسمية الحفريات مُشتقة من اللاتينية، وهي الأشياء التي حُفرت. ويشير ذلك إلى أن المصطلح شمل العديد من الأشياء المتنوعة سواء كانت حجرًا أو شبيهة بالحجر بغض النظر عن مصدرها حتى ولو كان مصدرًا عضويًا. اهتم كتاب القرن السادس عشر مثل كيسنر وجورج أجريكولا بتصنيف الأشياء بناءً على خواصها الفيزيائية والباطنية، وذلك أكثر من اهتمامهم بأصل الأشياء ومصدرها. بالإضافة إلى أن الفلسفة الطبيعية في تلك الفترة شجعت تفسيرات بديلة عن أصل الحفريات. فدعمت المدرسة الأرسطية والأفلاطونية المُحدثة الرأي القائل بأن المتحجرات تنشأ داخل الأرض لتشبه الكائنات الحية. ورسخت المدرسة الأفلاطونية لفكرة وجود تشابهات بين الأشياء الحية والأشياء غير الحية ما يؤدي لوجود خلط بينهما، بينما رسخت المدرسة الأرسطية لوجود بذور للكائنات الحية، ومن الممكن أن تصل تلك البذور للأرض فتنشأ كائنات شبيهة بالكائنات الحية.

### ليوناردو دافنشي وتطور علم الأحياء القديمة
حافظ ليوناردو دافنشي على الاتصال المستمر بين فرعين رئيسيين لعلم الأحياء القديمة وهما هيكل الحفرية نفسها، وآثار الحفريات. في الواقع فإن دافنشي اهتم بكلا الجانبين سواء أجسام الحفريات مثل هياكل الحفريات، والجانب الآخر وهو تتبع آثار الحفريات مثل آثار تفاعل الكائن الحي مع البيئة مثل الأصداف الخارجية للكائنات الحية، والجحور التي يقيمون بها. درس ليوناردو أجسام الأحافير كما وضح في رسائل ليستر بمذكراته من الصفحة الثامنة وحتى العاشرة، فأثار إحدى القضايا التي أزعجت معاصريه وهي لماذا نجد بقايا متحجرات بحرية أعلى الجبال؟! أجاب دافنشي على هذا السؤال بشكل مبتكر واستثنائي عن طريق إيضاح طبيعة حفريات الرخويات والرسوبيات المصاحبة لها، فهذا التفسير تجاوز ما يقرب من ثلاثة قرون من الاختلاف حول طبيعة أجسام الحفريات. وضع دافنشي في اعتباره آثار الحفريات للافقاريات ليُثبت صحة رأيه عن طبيعة أجسام الحفريات، فحسب رأيه فإن آثار الحفريات تلعب دورًا رئيسيًا في تحديد كل من: أولًا: الطبيعة العضوية للحفريات، ثانيًا: أصول طبقات الصخور التي تحتفظ بالحفريات، وهي الصخور الرسوبية.

يوضح دافنشي التآكل العضوي للحفريات وآثارها في رسالة ليستر – الصفحة التاسعة كالآتي: 
«تظهر التلال المحيطة ببارما وبيانزا الكثير من الرخويات والشعاب المرجانية التي ما زالت مرتبطة بالصخور، فعندما كنت أعمل على أحد الأحصنة الكبيرة بميلانو، أحضر الفلاحون الكثير منها لي».
سمحت هذه الأحافير لدافنشي بأن يدحض النظرية غير العضوية والتي تنص على أن الأصداف المتحجرة كالرخويات ما هي إلا مواد غير عضوية،: والتي يصفها دافنشي في الصفحة التاسعة من رسالة ليستر:
«النظرية غير العضوية غير صحيحة، فهناك أثر لحركة الحيوان على الصدفة المتحجرة، تلك الحركة شبيهة بحركة الدودة على الخشب».
لم يهتم دافنشي في رسالته فقط بالحفريات ولكنه اهتم أيضًا بالجحور وآثار الحفريات، فاستخدم الجحور كدلالة على الطبيعة البحرية للصخور الرسوبية، وذكر في رسالة ليستر – الصفحة العاشرة:
«بين طبقة وأخرى هناك آثار للحركة الدودية التي تمت قبل جفاف تلك الطبقات، فطين البحر ما زال يحتفظ بالأصداف والقشريات التي تحجرت وظلت عالقة به».
درس علماء الطبيعة الآخرون في عصر النهضة آثار الحفريات للافقاريات ولكن لم يصل أي منهم لتفسير واستنتاج دقيق. فاستنتاج ليوناردو عن آثار الحفريات للافقاريات حديثًا بشكل كبير، ليس مقارنة بآراء معارضيه ولكن أيضًا مع التفسيرات اللاحقة له. في الحقيقة، فأثناء القرن التاسع عشر، فُسرت آثار الحفريات على أنها جزء من حفريات نباتات أو أعشاب بحرية، ولم تُفهم طبيعتها الحقيقية إلا في أوائل القرن العشرين؛ ولذلك يُعتبر ليوناردو دافنشي هو المؤسس الرئيسي لفرعي علم الأحياء القديمة، وهما دراسة أجسام الحفريات نفسها، ودراسة آثار الحفريات.